# Fátima Freire
Maria de Fátima Naves Freire Maia, mais conhecida como Fátima Freire (Curitiba, 20 de julho de 1953) é uma atriz, apresentadora e jornalista brasileira.

## Biografia
Fátima é a segunda filha do cientista Newton Freire Maia e de sua primeira mulher Flávia Leite Naves. Newton era filho de Belini Augusto Maia e de Maria Castorina Freire ("Castora"), neto materno de José Delmonte Freire e de Ana Elídia de Figueiredo e, por esta, bisneto dos primos José Borges de Figueiredo e Ana Felizarda de Figueiredo. Ana Felizarda era filha dos primos João batista de Figueiredo e de Ana Custódia Vilela, neta paterna de João Rodrigues de Figueiredo e de Felícia Cândida de Figueiredo, esta filha do Capitão-Mor José Álvares de Figueiredo - o fundador de Boa Esperança - e de Maria Vilela do Espírito Santo, esta neta da Ilhoa Júlia Maria da Caridade.
É prima de diversas personalidades, como: Aureliano Chaves, Danton Mello, Ester de Figueiredo Ferraz, Geraldo Freire, José Carlos de Figueiredo Ferraz, Morvan Acaiaba, Nelson Freire, Ricardo Gumbleton Daunt, Selton Mello e Wagner Tiso, dentre outros. Fátima é casada com Carlos Alberto Pinheiro (2º casamento) e têm dois filhos: Amanda e Carlos, e uma enteada: Bianca.
Dentre as novelas que participou estão Senhora, Dona Xepa, Cabocla e A Gata Comeu, além da série O Bem Amado.
Nos cinemas fez sua estreia em 1973 no filme Aladim e a Lâmpada Maravilhosa como uma gênia com quem o personagem de Renato Aragão terminava a história.

## Filmografia

### Na Televisão
| Ano       | Título                     | Personagem      | Notas                            | Emissora          |
| --------- | -------------------------- | --------------- | -------------------------------- | ----------------- |
| 1975      | Cuca Legal                 | Elaine          |                                  | Rede Globo        |
| 1975      | Senhora                    | Adelaide Amaral |                                  | Rede Globo        |
| 1976      | O Feijão e o Sonho         | Candinha        |                                  | Rede Globo        |
| 1977      | Dona Xepa                  | Heloísa         |                                  | Rede Globo        |
| 1978      | Caso Especial              | Maria           | Episódio: "Jorge, um Brasileiro" | Rede Globo        |
| 1978      | Gina                       | Zelinda         |                                  | Rede Globo        |
| 1979      | Memórias de Amor           | Dora            |                                  | Rede Globo        |
| 1979      | Cabocla                    | Mariquinha      |                                  | Rede Globo        |
| 1980-1984 | O Bem-Amado                | Tuca Medrado    |                                  | Rede Globo        |
| 1985      | A Gata Comeu               | Paula Queiroz   |                                  | Rede Globo        |
| 1986      | Tudo ou nada               | Nininha         |                                  | Rede Manchete     |
| 1986      | Novo Amor                  | Dora            |                                  | Rede Manchete     |
| 1987      | Carmem                     | Patrícia        |                                  | Rede Manchete     |
| 1988      | Olho por Olho              | Suzy            |                                  | Rede Manchete     |
| 1990      | Escrava Anastácia          | Alvaraciana     |                                  | Rede Manchete     |
| 1990      | Fronteiras do Desconhecido | Maria do Cais   | Episódio: "Maria do Cais"        | Rede Manchete     |
| 1992      | Anos Rebeldes              | Idalina         |                                  | Rede Globo        |
| 1994      | Pátria Minha               | Iracema         |                                  | Rede Globo        |
| 1995      | A Idade da Loba            | Maria Clara     |                                  | Rede Bandeirantes |
| 1996      | O Fim do Mundo             | Marieta         |                                  | Rede Globo        |
| 2000      | Você Decide                | —               | Episódio: "Vício de Matar "      | Rede Globo        |
| 2007      | Sete Pecados               | Juíza           |                                  | Rede Globo        |
| 2008      | Malhação                   | Elisa           |                                  | Rede Globo        |
| 2009      | Promessas de Amor          | Milena          |                                  | Rede Record       |
| 2011      | Amor e Revolução           | Lúcia Paixão    |                                  | SBT               |
| 2014      | Pé na Cova                 | Zaíra           | Episódio: "E Deus Criou o Irajá" | Rede Globo        |

### No Cinema
| Ano  | Título                         | Personagem |
| ---- | ------------------------------ | ---------- |
| 1979 | Paixão de Sertanejo            | Flor       |
| 1977 | Ódio                           | Clarisse   |
| 1977 | Quem Matou Pacífico?           | —          |
| 1975 | Quem Tem Medo de Lobisomem?    | Sandra     |
| 1975 | As Loucuras de um Sedutor      | Mariazinha |
| 1974 | Motel                          | —          |
| 1973 | Aladim e a Lâmpada Maravilhosa | Gênia      |

## Teatro[3]
- Camas Redondas, casais Quadrados (2013)
- Negócios Inacabados (2008)
- Jung, Sonhos de uma Vida (2005)
- O dia em que Alfredo virou a mão (2003)
- Um Pijama para Seis (2001)
- Maratona (2000)
- Allan Kardec - Um Olhar para a Eternidade (1998)
- Astro por um Dia (1992)
- Trair e Coçar, É Só Começar! (1989)
- Um Edifício Chamado 200 (1987)
- O Capataz de Salema (1982)
- O Pagador de Promessas (1979)
- As Luxúrias (1974)
- Até o último Homem (1972)
- Sessão de Humor (1971)